# Цапф, Марлене
Марлене Цапф (нем. Marlene Zapf; род. 6 января 1990, Ландау) — немецкая гандболистка, правая крайняя клуба «Метцинген» и сборной Германии.

## Карьера

### Клубная
Воспитанница школ клубов «Ворт» (выступала в течение 10 лет) и «Кеч» (с 2005 по 2009 годы). В основном составе «Кеча» дебютировала в сезоне 2006/2007 в Бундеслиге, в 2009 году перешла в «Байер 04». Обладательница Кубка Германии 2010. В 2014 году перешла в «Метцинген».

### В сборной
В сборной дебютировала 28 ноября 2010 года в Ротенбурге-на-Фульде против сборной Австрии. Провела 82 игры и забила 181 мяч.

## Достижения

### Клубные
- Чемпионка Германии среди молодёжи 2007 года
- Победительница Кубка Германии 2009/2010 годов

### В сборных
- 9-е место на чемпионате Европы среди девушек до 19 лет 2007 года
- Чемпионка мира среди девушек до 20 лет 2008 года
- 4-е место на чемпионате Европы среди девушек до 19 лет 2009 года
- 7-е место на чемпионате мира среди девушек до 19 лет 2010 года
- 7-е место на чемпионате Европы 2012 года